# 阿塔利薩 (愛荷華州)
阿塔利薩（英語：Atalissa）是美国艾奥瓦州馬斯卡廷縣下轄的一个城市。2010年人口统计为311人。